# Radio Amanecer

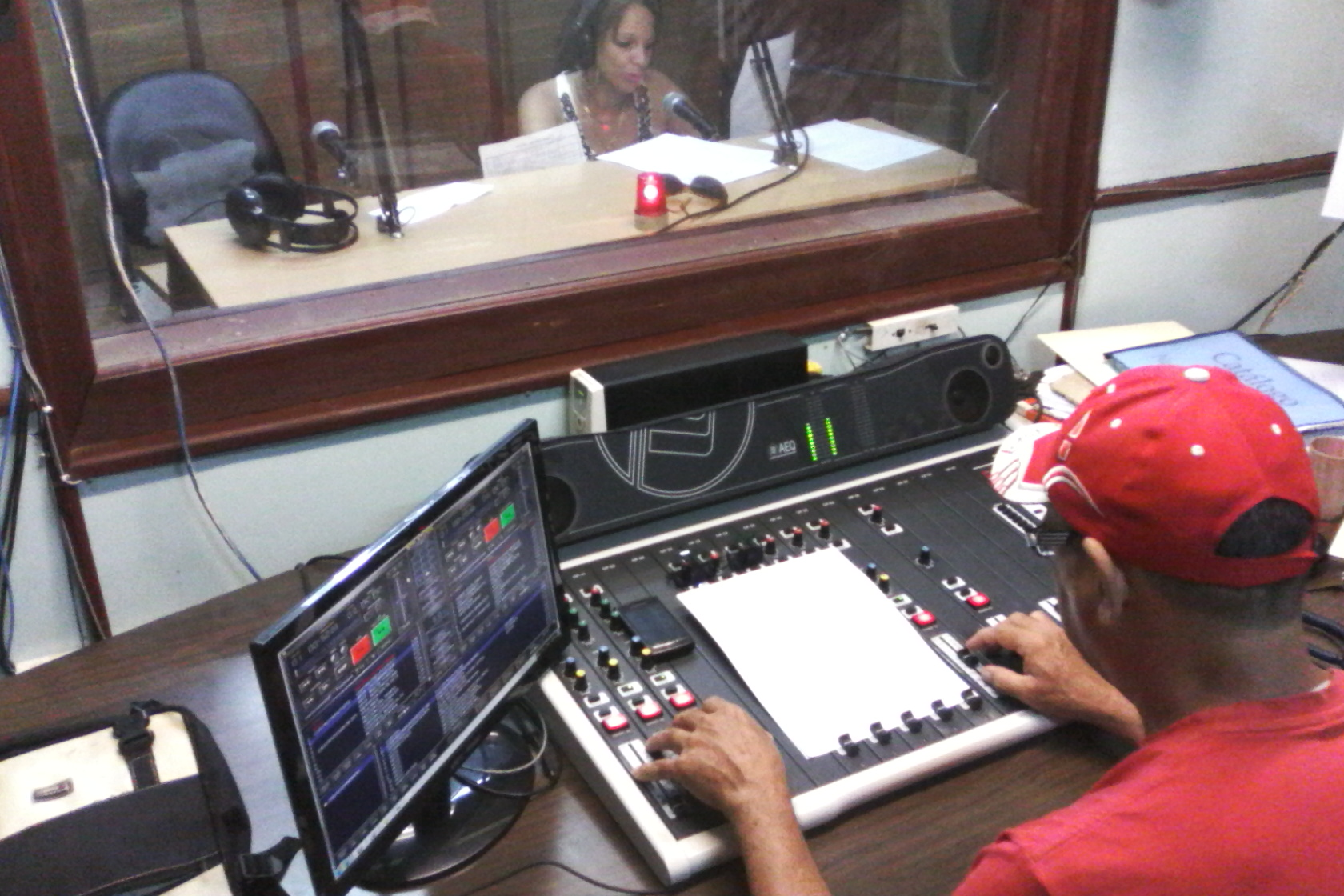
Uno de los colectivos de trabajo de Radio Amanecer.

Radio Amanecer, es la emisora radial del municipio Primero de Enero, provincia de Ciego de Ávila, en Cuba. Su señal es fiel promotora de la cultura popular, así como de las tradiciones y costumbres de quienes habitan en este territorio de victorias. Su principal misión es reflejar los rasgos socioculturales de la población, a través de una programación, amena, instructiva y recreativa, donde la música y la información constituyen los elementos vitales de sus transmisiones.

## Historia
La idea de fundar una estación radiodifusora en el territorio, respondía a la necesidad imperiosa de divulgar la realidad y el quehacer de los habitantes del municipio Primero de Enero, quienes vieron cumplido un gran sueño al escucharse la primera transmisión de Radio Amanecer, el 14 de junio de 2001. Exactamente a las 5:00 de la tarde, con los ánimos de crear y los nervios de la primera vez, un reducido colectivo de técnicos y artistas hacía realidad el gran sueño. El acto inaugural estuvo presidido por Josefa Bracero Torres, Vicepresidente del ICRT y diputada al parlamento cubano por el municipio Primero de Enero. La trascendental ocasión fue transmitida en duplex por la emisora provincial Radio Surco.

## Eponimia
Lleva el nombre de Radio Amanecer en alegoría al Primero de Enero como denominación del municipio donde está enclavada la radiodifusora. Además, la historia nacional celebra esta fecha como símbolo del amanecer a la libertad en el país, cuando en 1959 Cuba se libró de las ataduras que la mantenían al servicio de potencias extranjeras. El Primero de Enero se traduce como alba de la Victoria.

## Ubicación geográfica
La primera edificación que sirvió de sede a la planta radial se ubica en las inmediaciones de la Casa de la Cultura Municipal "Joseíto Fernández" situada en la calle 7 y marcada con el número 2 entre las arterias E Y F de la localidad cabecera. Allí, en el centro histórico cultural de Primero de Enero, se mantuvo transmitiendo desde su fundación en el 2001 y hasta el 2003, cuando la dirección del territorio le asigna un local más amplio y con condiciones idóneas, asentado en el Consejo Popular Georgina a las afueras del casco urbano de la localidad, exactamente en carretera Primero de Enero, número 109. Hasta la actualidad se mantiene emitiendo desde sus estudios en esa demarcación.   

## Primer Programa
El primer programa que salió al aire por las ondas sonoras de Radio Amanecer, fue la Revista de Variedades Contigo Ahora, espacio que con 60 minutos cubría todo el tiempo de transmisiones de la emisora para un día. Este hecho se debió al proceso lógico de adaptación de los artistas y realizadores, quienes se enfrentaban por primera vez a la difícil tarea de comunicar a través de un medio masivo. El programa en cuestión debía reflejar el acontecer municipal y brindar una amplia panorámica del territorio desde diversas aristas. Así salió al aire durante un año desde las 5 y hasta las 6 de la tarde con los locutores Damaris Fernández López y Ariel González Guzmán y la dirección de José Antonio González Morales.   

## Programación
En el 2002 la cadena provincial de radio decidió adicionar dos horas a la programación de Radio Amanecer, con la salida al aire de los programas Toma Dos y Dominical RA, con los que la planta difusora alcanzaría tres horas diarias de transmisión. En el año 2005 crecen aún más las propuestas sonoras de la emisora hasta llegar a cinco horas en cada jornada y se dispuso entonces de una variada parrilla de programación que estuvo vigente hasta el año 2009. Seis años después en el 2015 se incrementó una hora más a la programación, que en julio de ese año contó con seis horas diarias. Muchos fueron los programas que surgieron durante estos años para responder de forma directa a las necesidades de la audiencia. Hoy la emisora cuenta con una programación diseñada de la siguiente manera:

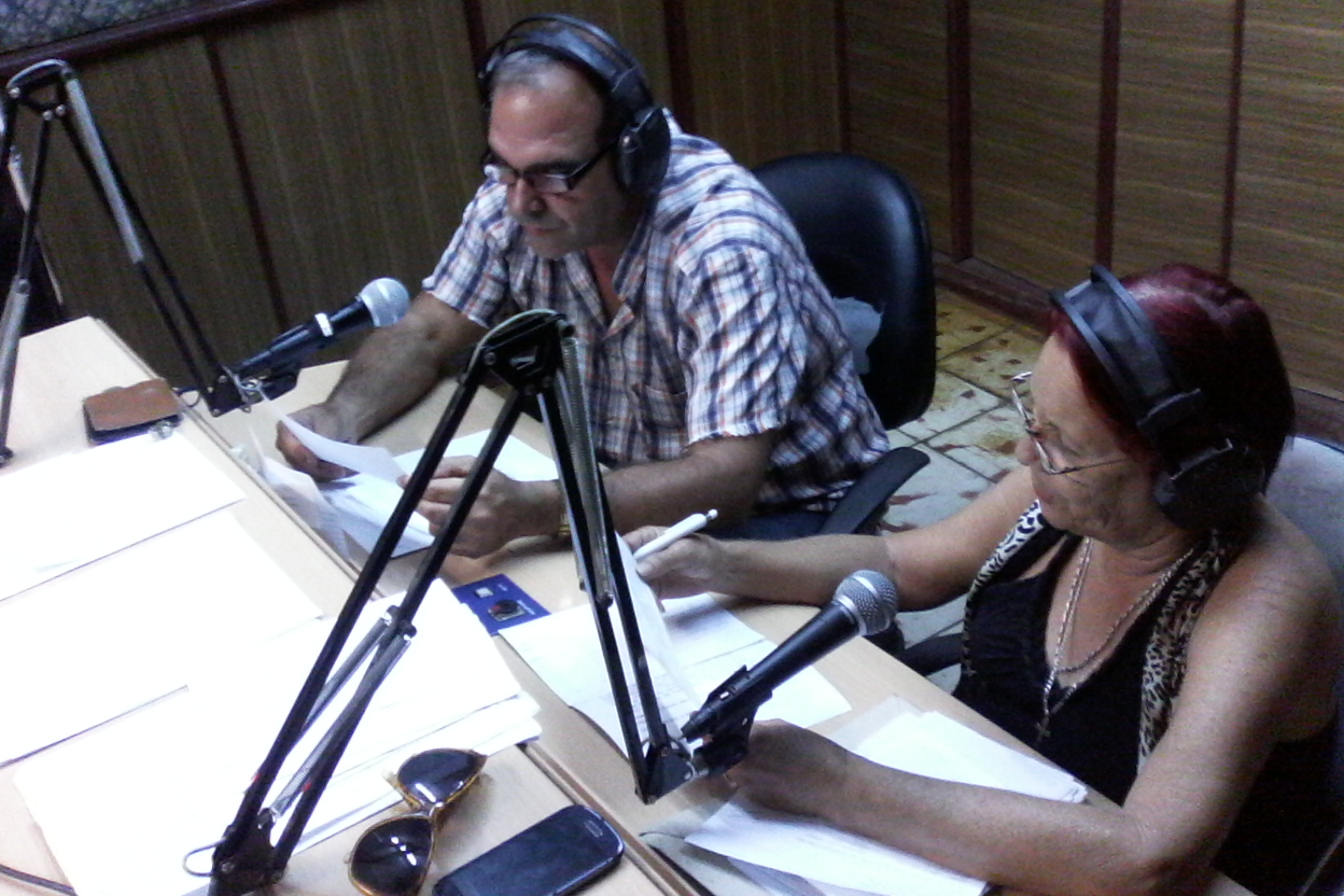
Ariel González e Irene Hernández, locutores de Radio Amanecer

## Antiguos Locutores
- José Antonio González (2001 hasta el 2015) (Es la voz institucional de la emisora)
- Yamiris Freire Márquez (2001 hasta el 2010)
- Yosbany Vidal García (Desde 2009 hasta 2014)

## Locutores
- Damaris Fernández López  (2001 hasta la actualidad)
- Ariel González Guzmán (2001 hasta la actualidad)
- Irene Hernández Betancourt (2001 hasta la actualidad)
- Jurzenka Sánchez Hernández (desde 2009 hasta la actualidad)
- Leonardo Mederos Cabrales (desde 2009 hasta la actualidad)
- Yudisbel Rodríguez Rodríguez (a partir del 2013 hasta la actualidad)

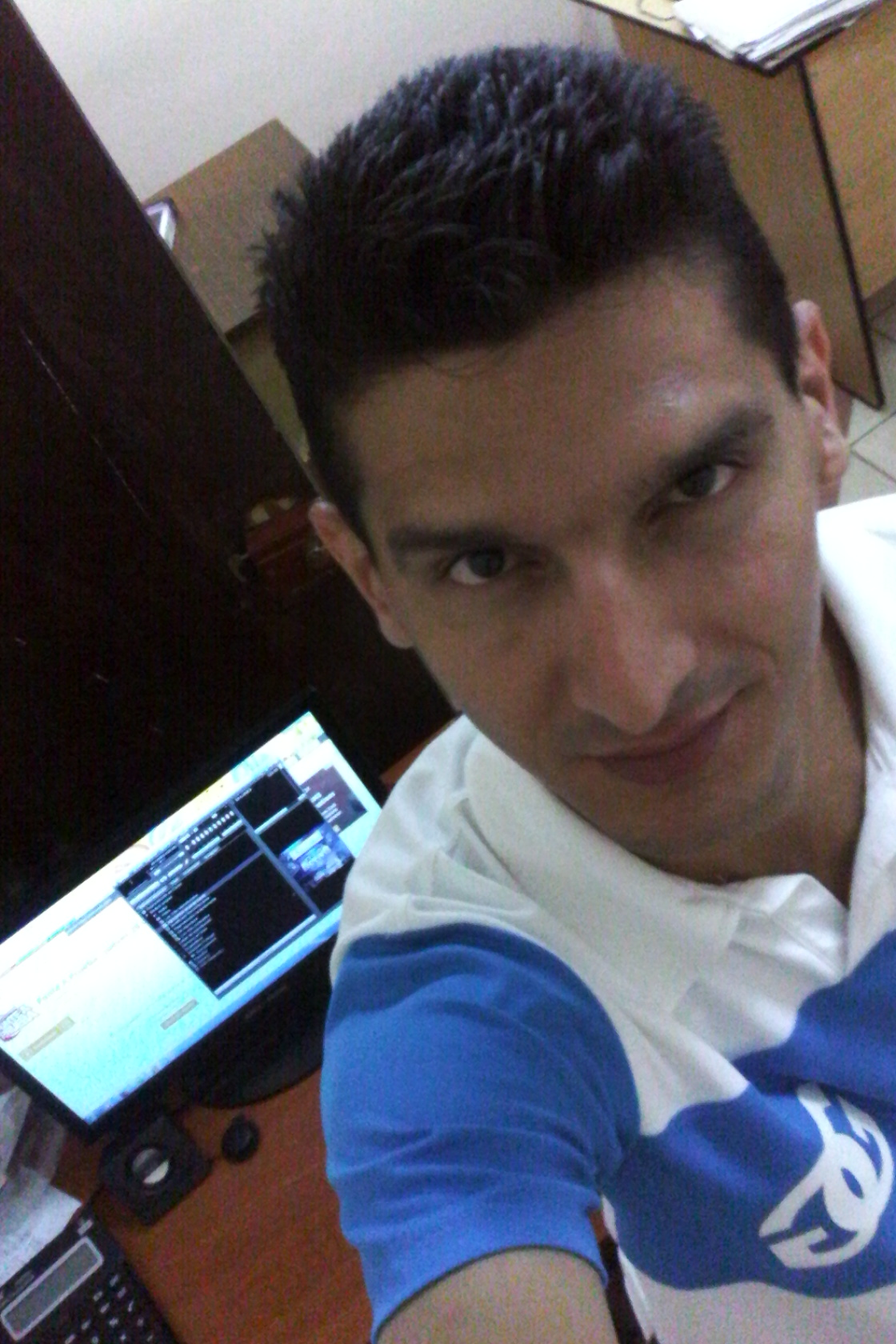
Leo, locutor de Radio Amanecer

El restante equipo está integrado por un grupo de artistas especializados en diferentes áreas de las radiodifusión.

## Realizadores de Sonido
- Juan Carlos Casola Martínez
- Herier Vázquez Fonseca
- Rolando Socorro Cardoso
- Leonardo Mederos Cabrales

## Directores de Programa
- María Elena Rodríguez Nieves
- Mercedes Bermúdez Cardoso
- Ariel González Guzmán
- Yoandry Chamorro Belén
- Jurtzenka Sánchez Hernández
- Leonardo Mederos Cabrales

## Índices de Audiencia
El último estudio general de audiencia (EGA), realizado en el primer trimestre de 2016, ratificó a Radio Amanecer como la primera entre todas las que cubren el espectro de influencia de la estación. Este indicador lo mantiene desde su fundación en 2001 y aumenta con el paso de los años. Entre los programas de mayor audiencia figuran: Toma 2 (91%; Marcando la Diferencia (82%) y Tu Música (69%).

## Frecuencias
Desde su fundación  la estación comenzó a emitir su programación por los 1430 kHz de AM, pero el auge de la FM y las potencialidades tecnológicas hicieron que el 27 de enero de 2003 comenzaran las emisiones en esa banda por los 96.9 MHz con la instalación de un transmisor moderno. Debido a la atractiva programación y al gusto popular que tiene la misma, se ha extendido la transmisión a territorios vecinos, por tal motivo desde el 2013 también emite por los 94.1 MHz para todo el norte de la provincia. 